# Copa da Liga Escocesa 2005–06
A Copa da Liga Escocesa de 2005-06 foi a 60º edição do segundo mais importante torneio eliminatório do futebol da Escócia. O campeão foi o Celtic F.C., que conquistou seu 13º título na história da competição ao vencer a final contra o Dunfermline Athletic F.C., pelo placar de 3 a 0.

## Premiação
| Copa da Liga Escocesa de 2005-06 |
| Escócia                          |
| -------------------------------- |
| Celtic F.C. Campeão (13º título) |